# سو این سوک
سو این سوک (کره‌ای: 서인석؛ زادهٔ ۲۲ فوریه ۱۹۴۹) بازیگر اهل کره جنوبی است. سو حرفه بازیگری خود را در سال ۱۹۷۶ آغاز کرد و از نقش‌های قابل توجه او می‌توان به افسانه سامبونگ و رویای فرمانروای بزرگ اشاره کرد.
همچنین وی در سریال یون گه سومون (در نقش لی سی مین) و در سریال امپراطور افسانه (در نقش هئوکگانگگوک ساهول (پدر پادشاه بیریو)) به ایفای نقش پرداخته است.